# William Hunter (psalmförfattare)
William Hunter, född 26 maj 1811 nära Ballymoney på Irland, död 18 oktober 1877 i Cleveland, Ohio, var en amerikansk psalmförfattare, pastor och redaktör i Metodistkyrkan. 
Han finns bland annat representerad i Psalmer och sånger 1987 (P&S) med ett verk och i Frälsningsarméns sångbok 1990 (FA).

## Psalmer
- Den store läkaren är här (P&S nr 600) skriven 1859.
- Till de renas och heligas hemland vi tåga (FA nr 371)